# Vlag van Denemarken
De vlag van Denemarken is rood met een wit Scandinavisch Kruis. Zij wordt ook Dannebrog genoemd, Deens voor Deense banier of Deens doek. De Deense vlag is de oudste nationale vlag ter wereld die nog steeds in gebruik is: de oudste onbetwistbare bron stamt uit de 14e eeuw. Het ontwerp van de Dannebrog is overgenomen door de andere Noordse landen: Zweden, Noorwegen, Finland en IJsland. Tijdens de unie met Noorwegen (1536-1814) was de Deense vlag ook de vlag van Noorwegen en bleef dat met toevoeging van de leeuw uit het Noorse wapen tot 1821, toen dat land zijn huidige vlag aannam.

## Ontwerp
Denemarken heeft geen vlagwet, maar de specificaties van de Deense vlag zijn in vele regels en voorschriften vastgelegd, stammend uit de tijd van koning Christiaan IV tot de 21e eeuw. Het is vele malen geopperd om al deze regels in één wet vast te leggen, maar dat is nooit gebeurd.

### Drie varianten
Er zijn drie varianten van de Deense vlag: (1) de nationale en handelsvlag (Stutflaget); (2) de staatsvlag (Splitflaget) en (3) de marinevlag (Flådens flag of Orlogsflag). De eerste variant is de meest bekende: zij is voor civiel gebruik. Deze vlag is rechthoekig en bestaat uit een wit Scandinavisch kruis op een rood veld. De andere twee varianten lijken sterk op elkaar. Zij bestaan beiden uit een wit Scandinavisch Kruis op een rood veld; beide vlaggen hebben een zwaluwstaart. Het verschil tussen beide vlaggen zit in de rode kleur: in de staatsvlag is het dezelfde kleur als in de civiele vlag (Pantone 186C), maar voor de marinevlag wordt een donkerdere rode kleur gebruikt (orlogsrød, Pantone 194C).

### Stutflaget

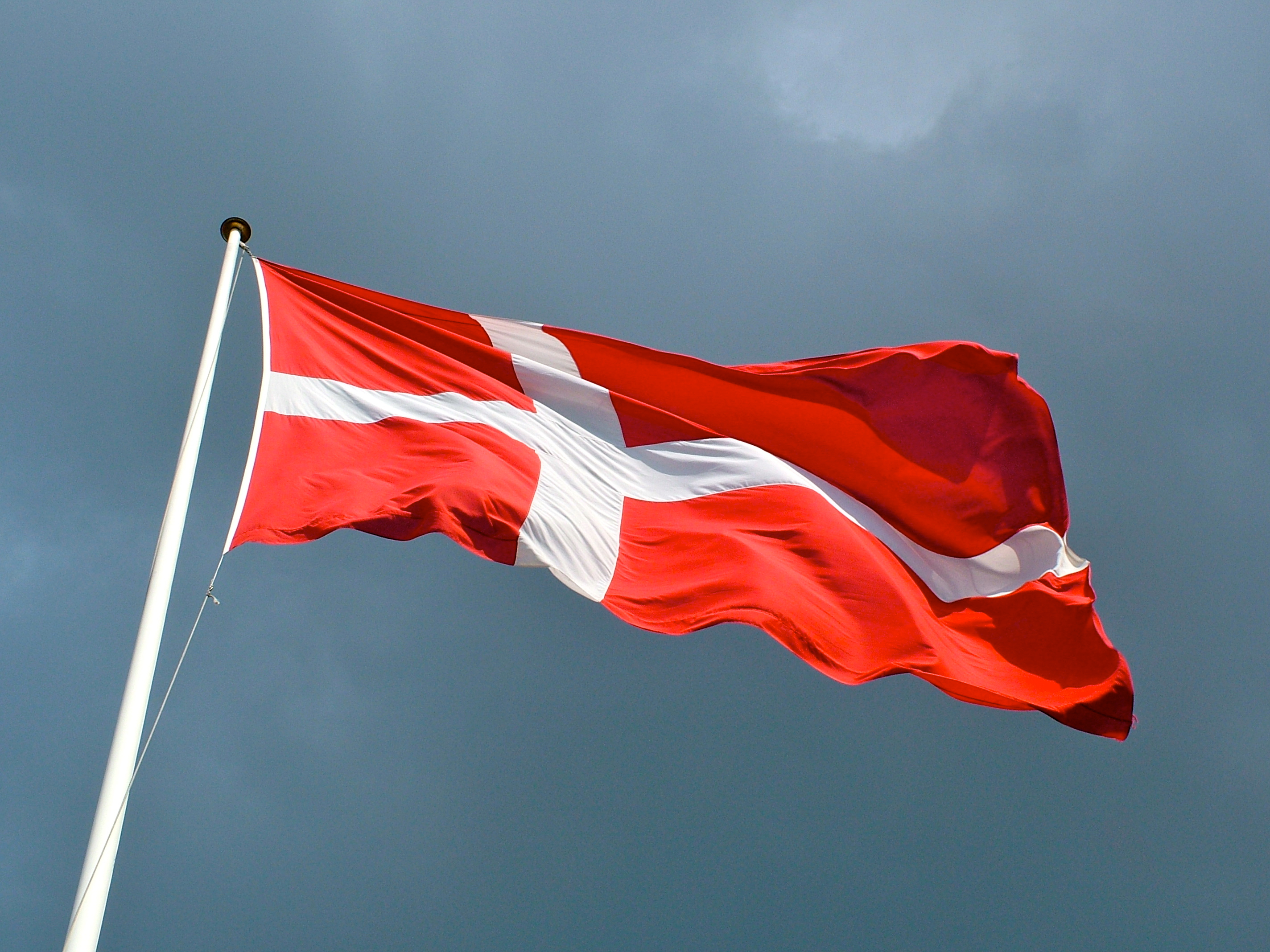
Stutflaget in de wind

De afmetingen en vorm van de Stutflaget (die als handelsvlag ook Handelsflaget wordt genoemd), zijn op 11 juni 1748 vastgelegd. De toen uitgebrachte specificering luidde: "Een rode vlag met een wit kruis zonder gespleten einde. Het witte kruis moet 1/7 van de hoogte van de vlag zijn. De twee eerste velden moeten vierkant van vorm zijn en de twee buitenste velden moeten 6/4 van de lengte van de eerste twee velden zijn".
De verhoudingen zijn dus 3:1:3 (12:4:12) verticaal en 3:1:5,25 (12:4:21) horizontaal. De hoogte-lengteverhouding is 28:37.
Volgens de regel van 11 juni 1748 was de kleur simpelweg rood, vandaag bekend als Dannebrog rød ("Dannebrogrood"). De enige in 1748 beschikbare rode verfstof was gemaakt van meekrapwortels, waarmee destijds dan ook de Deense vlag van een rode kleur werd voorzien. Sindsdien is de rode kleur door de Deense overheid nimmer nader gespecificeerd. Het bedrijf Dansk Standard deed dat in 2005 wel: Dannebrog rød komt volgens dat bedrijf overeen met 186C in de Pantonecodering.
In de eerste 150 jaar na de totstandkoming van de regel van 1748 hield niemand echt rekening met de inhoud ervan; zelfs de regering conformeerde zich niet aan de vereiste onderlinge verhoudingen van de elementen in de vlag. Pas in 1892 zorgde een serie wetten ervoor dat de verhouding van 4:6 van de linker twee versus de rechter twee rode vlakken strikt moest worden nageleefd. Al snel zag men echter dat velen ontevreden waren met deze regel, omdat een verhouding van 4:6 de vlag te vierkant zou doen lijken en omdat men met onwettige vlaggen opgezadeld kwam te zitten. Daarom werd in mei 1893 aan de politiecommandanten meegedeeld dat zij niet moesten optreden tegen vlaggen waarbij de verhouding van de linker vlakken ten opzichte van de rechter vlakken langer is dan 4:6, met een maximum van 4:7. Deze regel is nog steeds van kracht, waardoor de feitelijk toegestane verhoudingen minimaal 3:1:3 verticaal / 3:1:4,5 horizontaal zijn en maximaal 3:1:3 verticaal / 3:1:5,25 horizontaal. Overigens legde men op 4 mei 1927 vast dat Deense koopvaardijschepen zich strikt aan de regel uit 1748 moeten houden.

### SplitflagenOrlogsflag

Het koninklijke jacht HDMY Dannebrog (A540) met de Orlogsflag

De Splitflag en de Orlogsflag hebben, afgezien van de kleur, dezelfde afmetingen. De eerste wordt gebruikt door de overheid (te land en ter zee) en door het leger (te land). De Orlogsflag mag alleen door de Koninklijke Deense Marine en door enkele overheidsdiensten worden gebruikt. Daarnaast gebruiken tientallen overheidsdiensten de zwaluwstaartvlag in de kleuren van de oorlogsvlag voorzien van een markering, maar die wordt ook Splitflag genoemd.
De eerste regelgeving over de Splitflag ontstond in 1630. Op 27 maart van dat jaar verordonneerde koning Christiaan IV dat Noorse Defensionskibe (bewapende koopvaardijschepen) alleen de Splitflag mogen gebruiken als zij in Deense oorlogsdienst zijn. In 1685 werd aan een aantal steden in Sleeswijk meegedeeld dat alle schepen de Deense vlag moeten voeren, en vijf jaar later werd het alle koopvaardijschepen verboden om de Splitflag te voeren, uitgezonderd schepen in Oost- en West-Indië en voor de Afrikaanse kust. In 1741 werd een verordening uitgebracht die stelde dat het besluit van 1690 nog van kracht was en dat koopvaardijschepen dus de civiele vlag moeten voeren. Op hetzelfde moment werd het de Deense Oost-Indische Compagnie verboden om de Splitflag ten noorden van de evenaar te gebruiken.
In 1696 stelde de Deense admiraliteit aan de koning voor om de afmetingen en vorm van de Splitflag vast te leggen. In hetzelfde jaar definieerde een Koninklijk Besluit de verhoudingen van de Splitflag (in dat besluit Kongeflaget ("Koningsvlag") geheten) als volgt: "Het kruis moet 1/7 van de hoogte van de vlag zijn. De twee eerste velden moeten vierkant van vorm zijn, met de zijden drie keer zo lang als de breedte van het kruis. De twee buitenste velden zijn rechthoekig en 1½ keer de lengte van de vierkante velden. De staarten zijn de lengte van de vlag."
De specificaties van 1696 zijn de basis van de huidige Splitflag (en van de Orlogsflag), maar de getallen zijn enigszins gewijzigd.
Tussen ongeveer 1750 en het begin van de 19e eeuw verkreeg een aantal schepen/bedrijven waarin de overheid een belang had het recht om de Splitflag te voeren. Tussen halverwege de 19e eeuw en 1899 werd dit recht ook aan veel andere overheidsbedrijven en ook aan private ondernemingen toegekend.
De term Orlogsflag stamt uit 1806 en doelt op het gebruik in de Deense marine. In een Koninklijk Besluit van 25 oktober 1939 werd vastgelegd dat de Orlogsflag dezelfde specificaties heeft als de Splitflag, maar dan met een dieprode kleur (Kraprød, ook dybrød genoemd). Deze kleur is niet verder gespecificeerd, maar men neemt aan dat het gaat om 195U in de Pantonecodering.
In het Koninklijk Besluit van 25 oktober 1939 werden ook de specificaties van de Splitflag en de Orlogsflag enigszins gewijzigd: "Het kruis moet 1/7 van de hoogte van de vlag zijn. De twee eerste velden moeten vierkant van vorm zijn, met de hoogte 3/7 van de hoogte van de vlag. De twee buitenste velden zijn rechthoekig en 5/4 van de lengte van de vierkante velden. De staarten zijn 6/4 van de lengte van de rechthoekige velden." De verhoudingen van de afmetingen van de kleurvlakken van de Splitflag en de Orlogsflag zijn dus sinds 1939 horizontaal van stok naar staart 24:4:30/45 en verticaal 24:4:24. Wanneer men dit vergelijkt met de specificaties uit 1696, ziet men dat zowel de rechthoekige velden als de staarten kleiner geworden zijn.

## Geschiedenis

### Middeleeuwse oorsprong

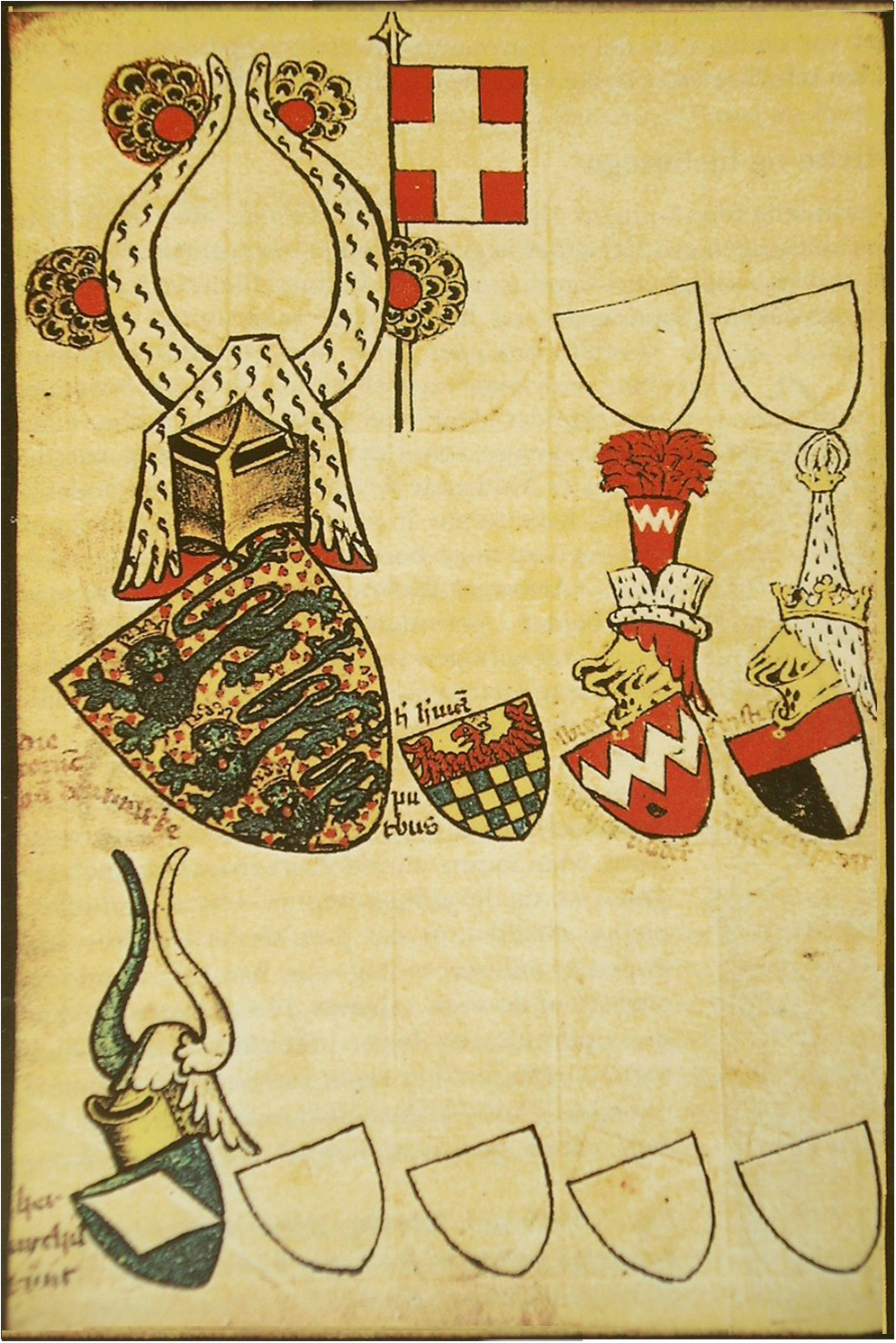
Bladzijde 55 uit het Wapenboek Gelre

De Deense literatuur uit de 13e eeuw en 14e eeuw is zeer stil over de vlag. Ze geeft geen antwoord op de vraag of de vlag haar oorsprong heeft in een goddelijk teken (zoals volgens een mythe het geval is), een banier van een militaire orde, een bisschoppelijke vlag of in iets anders.
De oudste onbetwiste bron waarin een rode vlag met een wit kruis aan de Deense koning wordt gekoppeld, is het Nederlandse boek Wapenboek Gelre, waarin een register van zo'n 1700 Europese heraldische wapens staat. Dit boek is tussen 1340 en 1370 (sommige bronnen zeggen 1378 of 1386) geschreven door Geldre Claes Heinen. Op pagina 55 van dit boek staat het Deense wapenschild met een helm met horens erboven. Rechts van de helm staat een rode banier met een wit kruis erop afgebeeld; links van het schild staat "die coninc van denmarke".
Uit de tijd van koningin Margaretha I en koning Erik VII stamt ook een bewijs dat de Dannebrog aan Denemarken linkt: een koninklijk zegel uit 1398 toont de vlag tweemaal.
Ondanks dat de Deense literatuur uit de 13e en 14e eeuw zwijgt over de Dannebrog, komt de vlag voor op verschillende Deense (en buitenlandse) munten, zegels en plaatjes uit de 13e, 14e en 15e eeuw en zelfs eerder. In de 19e en 20e eeuw werden die afbeeldingen door Deense historici die niet vies waren van enig nationalisme gebruikt om aan te tonen dat de oorsprong van de vlag in 1219 ligt, waarmee een legende over de oorsprong van de vlag (zie hierna) ondersteund zou worden. Als men echter afgaat op de weinige buitenlandse bronnen uit die tijd, dan is het waarschijnlijker dat het nationale Deense symbool destijds geen wit kruis op een rode achtergrond was, maar het koninklijke wapen (drie blauwe leeuwen op een gouden schild). Dit wapen is nog steeds het wapen van Denemarken.

### Legendes
In Denemarken zijn legendes over de herkomst van de vlag zeer populair, maar zij worden meestal als (mooie) mythen beschouwd. De bekendste legende zegt dat tijdens de Slag bij Lyndanisse nabij Tallinn (15 juni 1219) de vlag uit de lucht viel, hetgeen leidde tot een Deense overwinning.

#### Legende van de Slag bij Lyndanisse
Het verhaal waarin gesteld wordt dat het ontwerp van de Deense vlag stamt uit een tijdens de Slag bij Lyndanisse neergedaalde vlag, wordt niet door historische bronnen ondersteund. De twee oudste gevonden bronnen die dit verhaal vertellen, dateren uit de 16e eeuw, zo'n driehonderd jaar na de veldslag. De eerste bron, een onderdeel van Christiern Pedersens Danske Krønike (1520-1523), spreekt niet over de veldslag bij Tallinn, maar over een campagne van koning Waldemar II in Rusland. Pedersen vertelt ook dat de vlag die toen uit de lucht kwam dezelfde is als die koning Erik VII in 1440 meenam toen hij werd afgezet. De tweede bron is van de franciscaner monnik Petrus Olai (Peder Olsen) uit Roskilde, die in 1527 de Slag bij Viljandi van 1208 beschreef. Tijdens deze veldslag zou, toen de Denen al een overwicht hadden, een rode vlag met een wit kruis uit de hemel gekomen zijn die de Denen naar de overwinning leidde. Een iets ouder verhaal van Olai vertelt hetzelfde verhaal, met de uitzondering van het jaartal: dat is veranderd naar 1219; het jaar van de Slag bij Lyndanisse.
Het is onduidelijk in hoeverre de legende op waarheid berust. Wel is het opmerkelijk dat de twee oudste bronnen niet van de Slag bij Lyndanisse spreken, maar van veel kleinere campagnes. Hoewel er geen historisch bewijs is dat de vlag tijdens de Russische campagne of tijdens de Slag bij Viljandi uit de lucht neerkwam, is het niet moeilijk om te begrijpen hoe twee kleine en onbekende locaties zijn vervangen door de grote Slag bij Lyndanisse.
Volgens de overlevering werd de 'neergedaalde' vlag uit Lyndanisse gebruikt toen koning Hans van Denemarken in 1500 in een kleine campagne Dithmarschen probeerde te veroveren. De vlag werd verloren en de strijd leidde tot een Deense nederlaag. In 1559 veroverde koning Frederik II Dithmarschen alsnog en liet in de capitulatieovereenkomst opnemen dat alle Deense vlaggen die in 1500 in Dithmarschense handen waren gevallen moesten worden teruggegeven. Dit gebeuren wordt vermeld in twee bronnen: Hans Svanings Geschiedenis van Koning Hans (1558-1559) en Johan Rantzau's Geschiedenis van de Laatste Dithmarschense Oorlog (1569). Beide claimen dat de in 1500 door Dithmarschen ingenomen vlag, de vlag is die in 1219 uit de lucht zou zijn gekomen. Bronnen uit Dithmarschen die kort na de slag van 1500 zijn geschreven, spreken echter niet over vlaggen, net zoals een brief over de veldslag van koning Hans uit dezelfde tijd dat niet doet. Het is goed mogelijk dat de vlaggen in de strijd verloren zijn gegaan, waarbij het zeer twijfelachtig is of men wel een vlag uit 1219 gebruikt zou hebben.
Dit is niet het eind van het verhaal. In 1598 schreef een priester en historicus uit Dithmarschen, Johan Neocorus, dat de vlag in 1500 wél in Dithmarschens bezit was gekomen en de volgende 59 jaar heeft gehangen in de kerk van Wöhrden. In 1559 zou de vlag zijn teruggegeven in het kader van de overgave aan Denemarken. Heinrich Rantzau schreef in 1576 dat de vlag in 1559 is overgebracht naar de stad Sleeswijk en daar in de kathedraal is geplaatst. De Sleeswijkse historicus Ulrik Petersen schreef in het einde van de 17e eeuw dat de vlag er tot ongeveer 1660 is blijven hangen en toen verkruimelde.
Het is historisch gezien onmogelijk om de genoemde bronnen te bevestigen of ontkrachten, als de vlag van 1219 (of 1208) ooit bestaan heeft.

#### Pauselijke banier
De Deense historicus Caspar Paludan-Müller ontvouwde in 1873 in zijn boek Sagnet om den himmelfaldne Danebrogsfane een theorie die stelt dat de Deense vlag een banier is die door de paus naar de Deense koning is verzonden om te gebruiken bij zijn kruistochten in de Baltische landen. Van andere koningen en edellieden staat vast dat zij dergelijke banieren ontvingen, dus het zou niet vreemd zijn als de Deense koning ook een dergelijk cadeau had gekregen. Het is echter opmerkelijk dat geen enkele bron van vóór 1873 hierover spreekt: een banier krijgen van de paus was zeker in de 13e eeuw een enorme eer en de Deense koning zou er allicht propaganda over laten maken. Daarnaast zou de paus er in zijn vele brieven over geschreven hebben, hoewel het natuurlijk mogelijk is dat hij dat deed in brieven die verloren zijn gegaan.

## Vlaginstructie

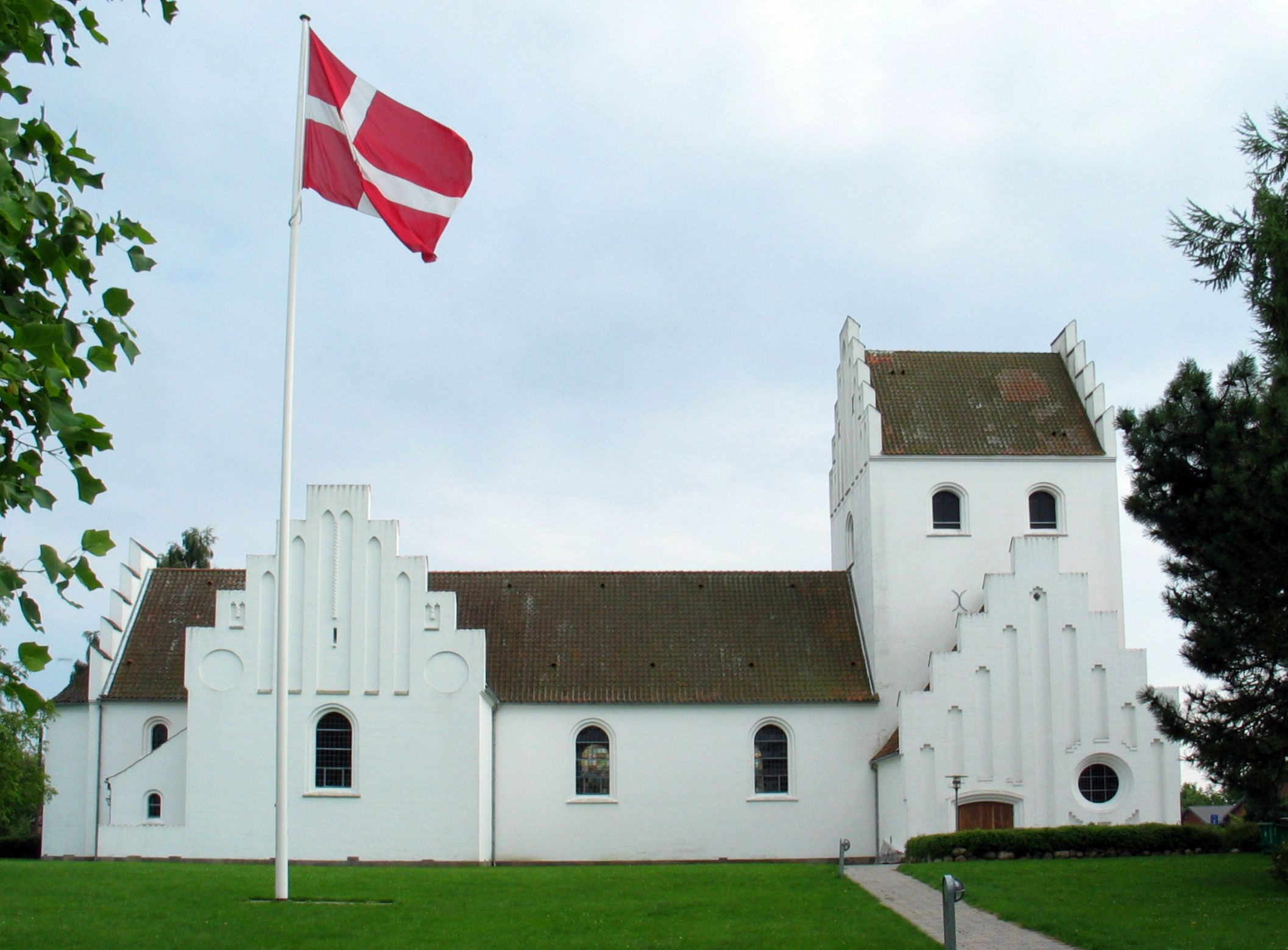
Deense vlag bij een kerk in Denemarken.

Het is in Denemarken belangrijk dat de toegestane versie gebruikt wordt en dat de gebruikte vlaggen de juiste specificaties hebben. Het is strafbaar om een vlag die niet aan de eisen voldoet te maken of uit te steken.
Volgens de Deense vlaginstructie mag elke Deen overdag de civiele versie van de vlag uitsteken. Wanneer het donker is mag de vlag niet uithangen, maar mag men wel een wimpel in de kleuren van de Deense vlag aan de stok hangen. Er zijn twee soorten Deense wimpels: een lange smalle (vimpel genoemd) en een bredere (stander). Het gebruik van de Splitflag en de Orlogsflag is zoals hierboven aangegeven over het algemeen beperkt tot de Deense overheid respectievelijk de marine.
De knop aan het uiteinde van de mast is, indien aanwezig, rood van kleur.

### Vlagdagen
Op de volgende dagen wordt in Denemarken gevlagd:
- 1 januari: Nieuwjaar;
- 5 februari: verjaardag van prinses Mary Donaldson;
- Goede Vrijdag (halfstok);
- Paasfeest;
- 9 april (halfstok tot twaalf uur, twee minuten stilte, dan hijsen tot aan de top): herdenking van het begin van de bezetting van het land door Duitsland in 1940;
- 16 april: verjaardag van koningin Margrethe II;
- 29 april: verjaardag van prinses Benedikte;
- 5 mei: bevrijding van Denemarken (1945);
- Hemelvaartsdag;
- Pinksteren;
- 26 mei: verjaardag van koning Frederik X;
- 5 juni: dag waarop in 1849 de grondwet getekend werd door koning Frederik VII (Grundlovsdag);
- 7 juni: verjaardag van prins Joachim;
- 30 juni: verjaardag van prinses Alexandra;
- 15 juni: Waldemarsdag en Dag van de Hereniging (Genforeningsdag);
- 22 juli: verjaardag van prins Felix;
- 28 augustus: verjaardag van prins Nikolai;
- 15 oktober: verjaardag van kroonprins Christian;
- 24 oktober: Dag van de Verenigde Naties;
- 25 en 26 december: Kerstmis.